# Urbano de Iriondo
José Urbano Ramón de Iriondo (Santa Fe, 5 de setiembre de 1798-Santa Fe, 10 de octubre de 1873) fue un historiador y político argentino, gobernador delegado de Santa Fe en 1851 y diputado por la misma provincia al Congreso Constituyente de Santa Fe de 1853.

## Biografía

### Familia
Hijo de María Josefa Narbarte y del guipuzcoano Agustín de Iriondo Alberdi, fue bautizado en la Iglesia Matriz de Santa Fe el 7 de setiembre de 1798. En 1827 desposó a Petrona Antonia Candioti Larramendi, hija de los hacendados Juana Ramona de Larramendi y Francisco Antonio Candioti. Fueron padres de 11 hijos, entre ellos Simón de Iriondo, dos veces gobernador de Santa Fe y el coronel Agustín de Iriondo Candioti.

### Actividad política
Desde joven, ocupó cargos públicos en su ciudad natal: fue juez de policía en 1821, regidor fiel ejecutor en 1823, alcalde de segundo voto en 1825.

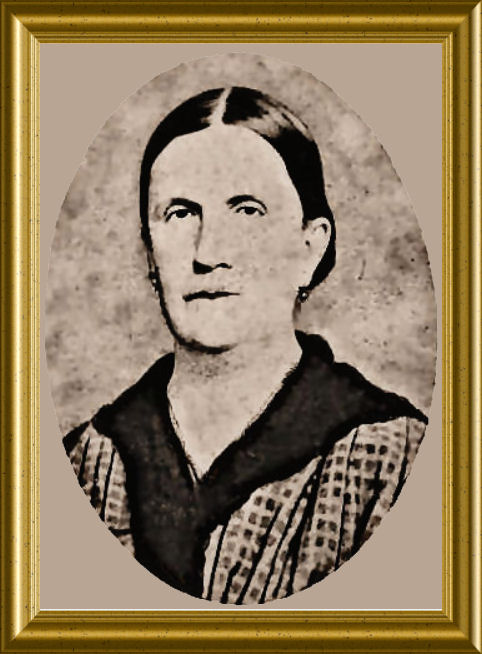
Da. Petrona Candioti Larramendi, hija del "Príncipe de los gauchos" y esposa de D. Urbano de Iriondo.

En 1849 fue nombrado juez de primera instancia en lo civil. El 15 de octubre de 1851, el gobernador Pascual Echagüe lo nombró Gobernador Delegado en lo Civil, cargo que ejerció hasta el 25 de diciembre de ese año, en que asumió el gobierno Domingo Crespo. En 1853 fue elegido diputado al congreso nacional que había sancionado la Constitución de la Confederación. En 1855 ocupó una banca de senador en el congreso de la Confederación en representación de Santiago del Estero. En 1860 ejerció el cargo de ministro general en la administración de Rosendo Fraga.

### El historiador
Escribió el primer esbozo de historia provincial en sus Apuntes para la historia de Santa Fe (1871). Juntamente con las "Memorias" de Ignacio Crespo y el diario de Ignacio Diez de Andino, es una de las obras capitales en la reconstrucción de la historia de la Santa Fe, pero el valor del trabajo de Iriondo estriba en que gran parte de los sucesos que comenta han sido vividos directamente por él o, por lo menos, ha tenido una versión directa de los mismos, si se tiene en cuenta que, nacido en 1798, muere en 1873 a la edad de 75 años, luego de haber protagonizado intensamente los acontecimientos más trascendentes de la historia provincial. Utiliza un lenguaje puramente descriptivo, sin grandilocuencia ni solemnidad.

### Personalidad
Ramón Lassaga lo llamó "El primer cronista de Santa Fe" y lo describe:

"El señor Iriondo era de regular estatura, grueso, proporcionado, nariz aguileña, fisonomía simpática y ojos que revelaban inteligencia. Regularmente lo veíamos por la tarde pasear con su chistera, a caballo, por la calle San Jerónimo y nos parecía ver en él la tradición del antiguo Santa Fe."

La Comisión Nacional de Monumentos, de Lugares y de Bienes Históricos mediante decreto 2236/46 del 11 de julio de 1946 declaró bien protegido histórico el sepulcro de Urbano de Iriondo, sito en la iglesia de Santo Domingo en la ciudad de Santa Fe.